# 凯撒斯埃施
凯撒斯埃施（發音：[ˌkaɪzɐsˈʔɛʃ] ⓘ）是德国莱茵兰-普法尔茨州科赫姆-采尔县的城市，面积8.18平方千米，2023年12月31日人口为3,267人。